# أوسكار إغناثيو هرنانديز
أوسكار إغناثيو هرنانديز (بالإسبانية: Óscar Hernández)‏ (7 مارس 1993 بسانتياغو في تشيلي - ) هو مدرب كرة قدم ولاعب كرة قدم تشيلي في مركز الهجوم. شارك مع منتخب تشيلي تحت 20 سنة لكرة القدم. أما مع النوادي، فقد لعب مع يونيون إسبانيولا وA.C. Barnechea ‏.

## وصلات خارجية
- أوسكار إغناثيو هرنانديز على موقع الاتحاد الدولي (مؤرشف)  (الإنجليزية)
- أوسكار إغناثيو هرنانديز على موقع قاعدة بيانات كرة القدم.إي يو (الإنجليزية)
- أوسكار إغناثيو هرنانديز على موقع قاعدة بيانات كرة القدم.إي يو (الإنجليزية)
- أوسكار إغناثيو هرنانديز على موقع Soccerway.com (الإنجليزية)
- أوسكار إغناثيو هرنانديز على موقع AS.com (الإسبانية)